# Andrew (Bischof, Dunblane)
Andrew († vor 20. September 1380) war ein schottischer Geistlicher. Ab Ende 1371 oder Anfang 1372 war er Bischof von Dunblane.
Andrew war spätestens ab 1365 unter Bischof Walter de Coventre Archidiakon des Bistums Dunblane. Nach dem Tod des Bischofs wurde er Ende 1371 oder Anfang 1372 zum neuen Bischof gewählt. Am 27. April 1372 wurde seine Wahl von Papst Gregor XI. bestätigt. Auch aus Andrews Amtszeit als Bischof sind kaum Urkunden erhalten, so dass über seine Tätigkeit nur sehr wenig bekannt ist. Bereits am 1. Juli 1372 sollte er zusammen mit den anderen schottischen Bischöfen von den Einkünften der schottischen Geistlichen einen Zehnten zugunsten der Kurie erheben, ein weiterer Zehnt sollte 1374 erhoben werden. Am 4. April 1373 bezeugte er während eines Parlaments in Scone mit die Thronfolgeregelung von König Robert II. 1375 wandte sich Papst Gregor XI. an Andrew, damit er Thomas und James, zwei unehelichen Söhnen des Königs, einen Dispens erteilte. Dieser sollte ihnen erlauben, höhere geistliche Ämter zu bekleiden. Einem Verwandten namens Michael ernannte er zum Vikar von Abernethy, doch diese Ernennung wurde bei der Kurie angefochten, da Michael zu jung sei. Daraufhin wurde die Ernennung widerrufen. Andrew starb 1380, am 20. September 1380 wurde die Wahl seines Nachfolgers bestätigt.